# 蕭銶
蕭銶（479年—494年11月7日），字宣攸，中國南北朝時期南齊高帝蕭道成第十八子，齊武帝蕭賾之弟。

## 生平
齊武帝永明四年二月己未（486年3月18日），封晉熙王。永明十一年（493年），除驍騎將軍。隆昌元年（494年）齊鬱陵王蕭昭業繼位後，出為持節、都督郢、司二州軍事、冠軍將軍、郢州刺史。延興元年（494年），齊海陵王蕭昭文繼位後，進號征虜將軍。
延兴元年九月乙未（494年11月7日），蕭銶被宣城郡公萧鸞所杀，时年十六岁。南平王萧锐、宜都王萧铿也同时被杀。

## 屬官

### 府佐
冠軍府（494年）
- 陸慧曉，晉熙王冠軍長史[1]
- 裴叔業，晉熙王冠軍司馬[2]

### 國官
晉熙王國（486年－494年）
- 蕭穎冑，晉熙王文學[3]

## 家庭

### 母
陸修儀，齊高帝時拜脩儀，齊武帝時拜鄱陽國太妃。蕭銶同母兄為鄱陽王萧鏘。

### 子
蕭銶有子，在蕭銶被殺後被剝奪宗室屬籍。齊明帝於建武元年（494年）十月篡位，於十一月恢復蕭銶之子的宗室屬籍，並封侯。

## 延伸阅读
[在维基数据编辑]
 《南齊書·卷35》，出自萧子显《南齊書》
 《南史/卷43》，出自李延壽《南史》